# 孫浤澤
孫浤澤，安徽舒城人，清朝光緒六年（1880年）進士。廣西省賀縣知縣、福建臺灣省滬尾（今淡水）海關監督。

## 家譜
孫浤澤，龍舒孫氏第七代。始祖孫正仁本為徽州府休寧縣人，貢生，雍正年間遷舒城縣東三河鎮南岸經商，自此書香門第，七代之內出了三個進士。天祖（第三代）的弟弟孫序賢嘉慶二十五年進士（1820年），刑部雲南司員外郎，其子孫觀道光二十七年進士（1847年）。孫浤澤自己出繼為伯父孫德蕙𠻸子，生父實為孫炳焱，親弟為孫熙澤，親弟弟舉人官至濟南商埠地方审判厅厅长、山东高等审判厅厅长。親弟兒子孫立人是抗日戰爭緬甸戰場重要將領。舒城縣處合肥與桐城之間，孫家書香門弟，受桐城派影響甚深，與合肥反無關係。

## 引用文獻
1. ↑  《大清德宗同天崇运大中至正经文纬武仁孝睿智端俭宽勤景皇帝实录》（卷一百十三）：光绪六年。庚辰。五月。……王寯颐。韩仲荆、赵文伟、邱晋昕、胡文渊、李和卿、杨依斗、马存朴、孙浤泽、熊尔卓、卢煦春、何荣楠、张是彝、卜文焕、黄绪祖、吴士俊、吴兆基、周国琛、谌增模、张豫泰、丁寿泉、王策范、刘奎辰、吴树德、彭修、张贤符、汪宗沂、王芝兰、杨溶、陈子骥、林士菁、冯仲侯、祁徵祥、潘炳辰、夏联钰、陈为燠、陈文锦、黄嘉尔、刘汝霖、汪宝树、黄禧祖、董敬安、王恩光、曹作舟、莫燮乾、徐寿基、王家宾、魏廷梁、陈泽春、玉启、卢庆云、张守训、赵炳荣、顾绍成、张铭和、杨维培、郑言绍、张觐光、鲍翰卿、李和燮、郑振声、朱兆鸿、韩受卿、何永卓、张士锃、孙殿甲、查荫元、金鸿霄、黄成采、景天相、文郁、杨耀林、赵永清、胡昌祖、赵敏熙、赵受璋、金毓麟、丁振德、孙之鸿、刘玉成、戴锡麟、杨淑修、傅为霖、王清江、李肇庚、朱承烈、吕元恩、唐步云、乔保印、阚絅、伦肇纪、武颂杨、曾云章、高积健、徐京、赵永昌、程仁均、余效衡、赵文源、王化光、田广恩、方儒棠、胡政举、沈锡周、施朝铨、党步衢、邱兆荣、杨清魁、王清绶、胡郁、丁若、何镕、儒芳、廖镜伊、陈汝钦、邹用中、俱著交吏部掣签分发各省以知县即用。
2. ↑  . 臺中市文化資產處. 2011年  [2018-03-04]. （原始内容存档于2018-03-04）.
3. ↑  光緒十一年(1885)《續修廬州府志》記載：「舒城孫氏，原出休寧縣，遷舒城東鄉三河鎮南岸者，自貢生正仁始。其後子孫以科第起家，蔚為望族。」
4. ↑  汪德生. . 廬江縣政協-孫立人研究會. 2016-01-11  [2018-03-04]. （原始内容存档于2019-05-19）.
5. ↑  . 鳳凰網轉引合肥在线. 2011年12月19日  [2018年3月4日]. （原始内容存档于2018年3月4日）.